# North Opuha River
Der North Opuha River ist ein 27 km langer Fluss in der Region Canterbury auf der Südinsel von Neuseeland.

## Geographie
Die Quelle des North Opuha River befindet sich an der Ostflanke der Sherwood Range, 2,5 km westlich des Butler Saddle. Von dort aus nimmt der Fluss einen zunächst knapp 3 km langen südwestlichen Verlauf, um dann rund 24 Flusskilometer weiter südlich in den Stausee Lake Opuha zu münden.
Der 3 km südwestlich in den Lake Opuha mündender South Opuha River bildete vor der Erschaffung des Stausees durch den Zusammenfluss mit dem North Opuha River den Opuha River.

## Wanderweg
Der North Opuha Track begleitet den Fluss im oberen Bereich über rund 1,5 km.